# Roemeense Grieks-Katholieke Kerk

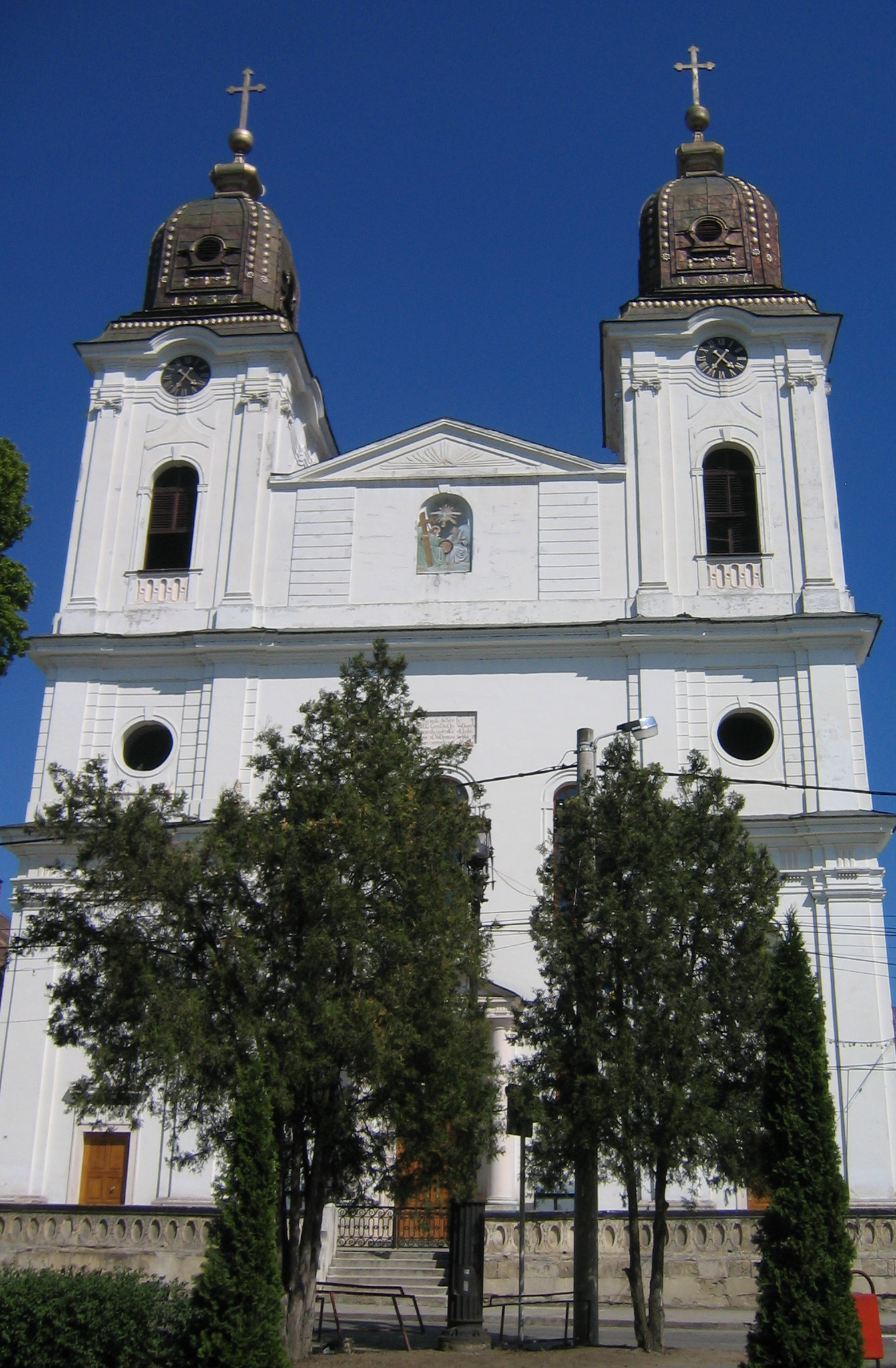
De aartsbisschoppelijke kathedraal van Blaj

De Roemeense Grieks-Katholieke Kerk (Roemeens: Biserica Română Unită cu Roma, Greco-Catolică; letterlijke vertaling: Roemeense Kerk Verenigd met Rome, Grieks-Katholiek) is een Roemeense kerk, die geünieerd is met de Kerk van Rome. Ze behoort tot de oosters-katholieke kerken. Deze kerk gebruikt de juliaanse kalender.

## Ontstaansgeschiedenis
In 1698 erkende de Roemeens-orthodox patriarch Atanasie Anghel (uit Transsylvanië) het gezag van de paus van Rome. Daardoor sloot het westelijke deel van de Roemeens-Orthodoxe Kerk zich aan bij de Katholieke Kerk. De Roemeens-Katholieke Kerk behield echter haar eigen Byzantijnse liturgie.
Vanaf 1945 werd deze kerk bloedig vervolgd. Op 21 oktober 1948 werd ze door het communistisch bewind ontbonden en ingelijfd bij de Orthodoxe Kerk. Vele kerkgebouwen kwamen in handen van de Roemeens-Orthodoxe Kerk.  Vele katholieken werden gedwongen toe te treden tot de Orthodoxe Kerk, die als enige was toegelaten.
Pas na 1989 kon de Roemeens Katholieke Kerk opnieuw in het openbaar functioneren en werden de betrekkingen tussen Roemenië en de H. Stoel genormaliseerd.

## Huidige situatie
De Roemeense Grieks-Katholieke Kerk is als volgt opgebouwd:
- Grootaartsbisdom Făgăras și Alba Iulia
  - bisdom Cluj-Gherla
  - bisdom Lugoj
  - bisdom Maramureș
  - bisdom Oradea Mare
  - bisdom Sfântul Vasile cel Mare de Bucureşti
  - bisdom Saint George's in Canton, Ohio (Verenigde Staten) (zie ook: oosters-katholieke kerken in Noord-Amerika).

Sinds 16 december 2005 staat grootaartsbisschop Lucian Mureșan aan het hoofd van deze geünieerde Kerk.
Het aantal gelovigen van deze Kerk bedraagt in Roemenië  ca. 760.000 op een totale bevolking van meer dan 22 miljoen inwoners. De meeste gelovigen wonen in Transsylvanië.